# Dekanat Żołynia
Dekanat Żołynia – dekanat archidiecezji przemyskiej, w archiprezbiteracie łańcuckim.

## Historia
W 1971 roku dekretem bpa Ignacego Tokarczuka został utworzony dekanat żołyński, a w jego skład weszły parafie z wydzielonego terytorium dekanatów:
- leżajskiego – Żołynia, Brzóza Królewska, Brzóza Stadnicka, Budy Łańcuckie, Grodzisko Dolne.
- łańcuckiego – Rakszawa, Smolarzyny.

## Parafie
- Brzóza Stadnicka – pw. Najświętszego Serca Pana Jezusa
  - Wydrze – kościół filialny pw. Matki Bożej Częstochowskiej
- Budy Łańcuckie – pw. Niepokalanego Serca Najświętszej Maryi Panny
- Chodaczów – pw. Matki Bożej Nieustającej Pomocy
- Grodzisko Dolne – pw. św. Barbary
- Gwizdów – pw. Matki Bożej Pocieszenia
- Rakszawa – pw. Podwyższenia Krzyża Świętego
- Rakszawa Górna – pw. Najświętszej Maryi Panny Matki Kościoła
- Smolarzyny – pw. św. Stanisława Kostki
- Wólka Grodziska – pw. św. Maksymiliana Marii Kolbego
- Zmysłówka – pw. św. Józefa
- Żołynia – pw. św. Jana Kantego

## Zgromadzenia zakonne
- Grodzisko Dolne – ss. Służebniczki starowiejskie (1898)
- Żołynia – ss. Służebniczki dębickie (1904)